# Kobiety w muzyce
Kobiety w muzyce – przedmiot badań historii kobiet i muzykologii genderowej, zwracający uwagę na relacje między społeczną sytuacją kobiet a ich udziałem i rolą w kulturze muzycznej. Opisując historię muzyki, zwraca specjalną uwagę na role, jakie pełniły w niej kobiety i w ten sposób poszerza obraz historii muzyki, stworzony przez tradycyjną muzykologię, zajmującą się głównie twórczością zawodowych kompozytorów. Do kluczowych zagadnień należy zebranie dokumentacji i próba wyjaśnienia następujących zjawisk:
- wykluczenie kobiet z wielu form udziału w życiu muzycznym (np. zakaz śpiewania w kościele, brak akceptacji w roli np. kompozytora, dezaprobata wobec publicznego występowania)
- upowszechnienie poglądu, że kobiety pozbawione są talentu twórczego (zob. Otto Weininger)
- przypisywanie kobietom specyficznych umiejętności, różnych od męskich i społecznie niżej cenionych (muzyka kobieca – w obiegowym rozumienia „łagodna”, „sentymentalna”, „prosta”).

## Muzyka religijna
U Izraelitów mężczyźni uczestniczyli w śpiewach rytualnych, a kobiety i mężczyźni w świeckich. W pierwszych latach chrześcijaństwa oficjalnie kobietom zakazywano więc śpiewać w czasie obrzędów, powołując się przy tym na słowa św. Pawła:

Kobiety mają na tych zgromadzeniach milczeć, nie dozwala się im bowiem mówić, lecz mają być poddane, jak to Prawo nakazuje.

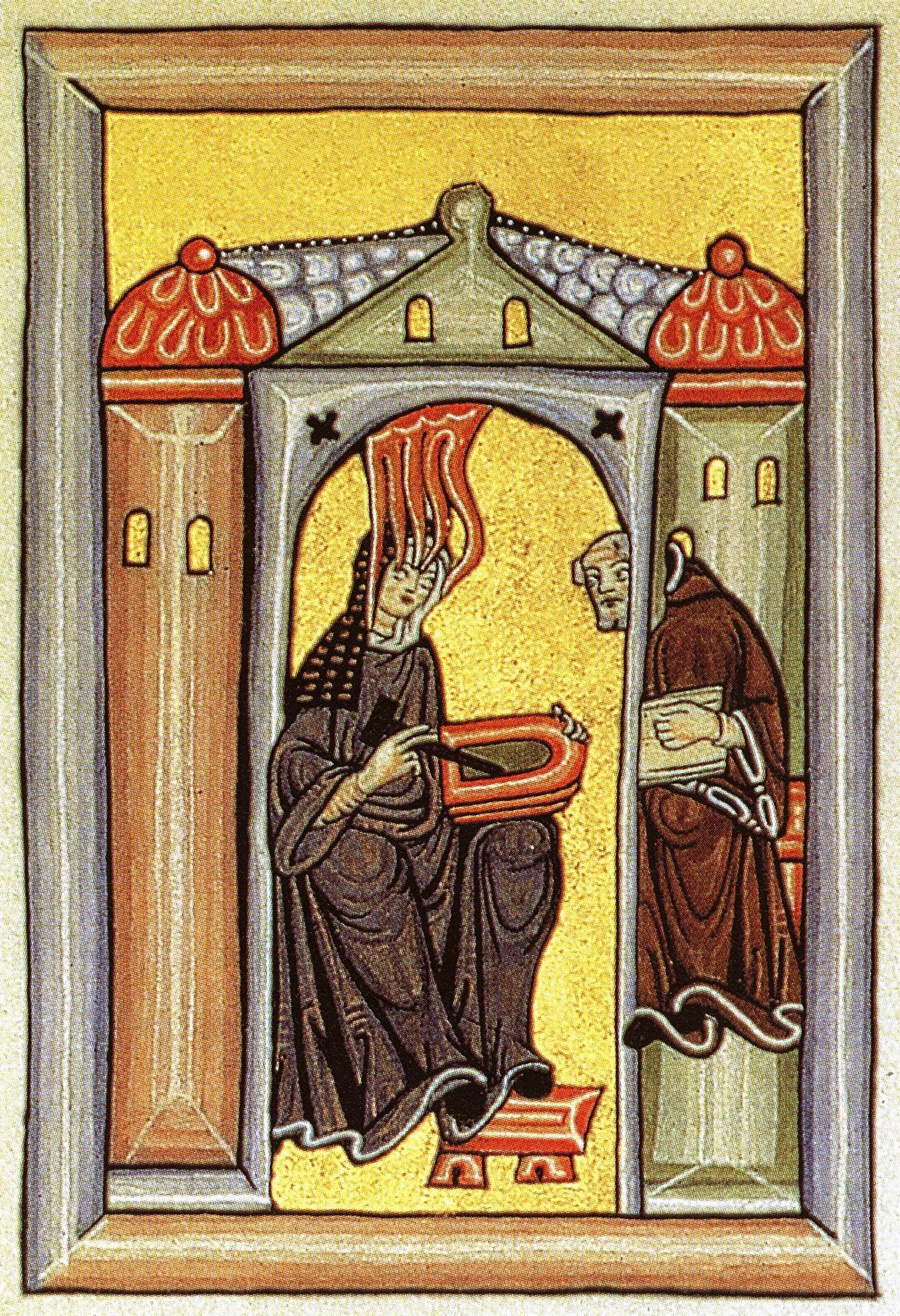
Paradoks historii: najbardziej znana jest dziś z muzyki średniowiecznej kobieta – Hildegarda z Bingen

Od V w. wielokrotnie występowano przeciwko udziałowi kobiet w śpiewie liturgicznym – takie były postanowienia synodów w latach 441 i 532 oraz papieży Benedykta I w 578 i Zachariasza w 750.
W późniejszych wiekach potrzeba wysokich głosów w chórach kościelnych, spowodowała popularność kastratów.
W XIX wieku, chcąc odrodzić muzykę kościelną w dawnym stylu, znowu chciano eliminować kobiety z muzyki kościelnej, uważając, że ich głos kojarzy się przede wszystkim z operą i muzyką świecką, ale okazało się to już niemożliwe.

W sytuacji, gdy muzyka kościelna coraz bardziej uzależniała się od wykonawców-amatorów, a czasem wolnym (i ochotą!) na próby chóralne dysponowały głównie kobiety, obstawanie przy wyłączności głosów męskich i chłopięcych zazwyczaj okazywało się iluzją. Kiedy więc w 1903 roku ogłaszając encyklikę o odnowieniu muzyki Motu proprio, Pius X przypomniał o zakazie udziału kobiet w chórach kościelnych, na ogół odniesiono się do owego mementum sceptycznie. W wielu parafiach wprowadzenie podobnego zalecenia w życie zakończyłoby się likwidacją chóru. W końcu osiągnięto kompromis. Oficjalnie zezwolono na chóry mieszane, ale pod warunkiem, że śpiewający w nich: kobiety i mężczyźni znajdować się będą w znacznej odległości od siebie, najlepiej rozdzieleni organami bądź kratą.

## Kobiety w orkiestrze
W starożytnym Egipcie i Chinach znane były duże zespoły muzyczne złożone z kobiet. Natomiast w Europie orkiestry przez wiele pokoleń były zespołami przede wszystkim męskimi. Zdarzały się jednak wyjątki – najsławniejsze w postaci orkiestr dziewczęcych w Wenecji. Muzyka religijna śpiewana i grana przez kobiety na wszystkich ówczesnych instrumentach stanowiła atrakcję przyciągającą słuchaczy do kościołów prowadzonych przez cztery sierocińce-konserwatoria. Podziwiano grę (komponował dla tej orkiestry m.in. Antonio Vivaldi), ale przed wzrokiem słuchaczy dziewczęcą orkiestrę chroniła zasłona.
Bogate świeckie życie muzyczne w XIX wieku dopuszczało kobiety do publicznych koncertów przede wszystkim w roli solistek. Nie angażowały ich żadne orkiestry, więc kobiety tworzyły „Damenkapelle”. Wielką popularność zdobyła 60-osobowa orkiestra wiedeńska założona przez Josephinę Amman Weinlich; mężczyźni grali w niej jedynie na kontrabasach i instrumentach dętych. George Bernard Shaw, który w 1885 miał okazję być na jej koncercie podczas gościnnych występów w Londynie:

nie tylko zdobył się na wyrazy uznania dla uroczego zespołu i efektownego dekoltu dyrygentki, ale przede wszystkim stwierdził, że muzycznie przewyższał on podobną repertuarowo orkiestrę Eduarda Straussa.

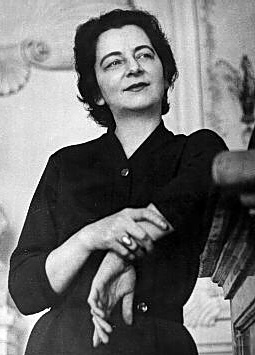
Grażyna Bacewicz była skrzypaczką grywającą w orkiestrze oraz solo i jedną z pierwszych kompozytorek cieszących się międzynarodowym uznaniem

W drugiej połowie XIX wieku kobiety stopniowo zdobywały możliwość zawodowego kształcenia się w grze na instrumentach i w konsekwencji stawały się kandydatkami do orkiestr. Męski monopol budził coraz większe sprzeciwy, ale kobiety grywać mogły właściwie tylko w orkiestrach żeńskich. Koedukacja w orkiestrach przyjęła się najpierw w USA, a dopiero potem w Europie – zaczynając od Anglii i Francji. Najtrudniej kobietom przychodziło wywalczyć sobie pracę w orkiestrach niemieckich. Symbolem „antyfeminizmu” w tej dziedzinie stała się natomiast Filharmonia Wiedeńska, która najdłużej broniła się – i to skutecznie – przed przyjmowaniem kobiet. Gwizdalanka podaje takie dane z 1998 roku:
| filharmonia                 | liczba mężczyzn | liczba kobiet |
| --------------------------- | --------------- | ------------- |
| Filharmonia Wiedeńska       | 149             | 1             |
| Symfonicy Wiedeńscy         | 124             | 3             |
| Filharmonia Czeska w Pradze | 120             | 4             |
| Staatskapelle – Drezno      | 144             | 5             |
| Filharmonia Berlińska       | 120             | 7             |
| Gewandhaus – Lipsk          | 193             | 13            |

W Polsce sytuacja bardziej sprzyjała kobietom. Kiedy zakładano Filharmonię w Warszawie, pracowały w niej tylko 2 kobiety – harfistki. Więcej kobiet zaangażował Grzegorz Fitelberg, zakładając orkiestrę radiową w 1935. Grała w niej m.in. Grażyna Bacewicz na skrzypcach, a Zofia Adamska kierowała wiolonczelami. Po wojnie liczba pań w orkiestrach wyraźnie przyrastała. W 1995 prawie połowę obsady NOSPR w grupie skrzypiec stanowiły skrzypaczki. Najbardziej sfeminizowaną orkiestrą obecnie jest Filharmonia Bałtycka w Gdańsku, gdzie na niektórych koncertach w orkiestrze zdecydowanie przeważają kobiety.

### Dyrygentki
Kobiety przez wiele pokoleń dyrygowały chórami, a potem także orkiestrami złożonymi z samych pań. Pierwszymi kobietami publicznie dyrygującymi pod koniec XIX wieku były: Cécile Chaminade i Ethel Smyth. W Polsce pierwsza w tej roli była Anda Kitschman. Natomiast pierwszą kobietą, która zyskała międzynarodowe uznanie w tej dziedzinie, była Nadia Boulanger:

W styczniu 1913 poprowadziła koncert w Deutsches-Lyceum-Club w Berlinie; rodzinny Paryż nie dojrzał jeszcze do takiego eksperymentu. Partię solową w jej Rhapsodie variée na fortepian z orkiestrą wykonywał Raoul Pugno, przedsięwzięcie miało więc wymiar podwójnej sensacji: kobieta „dyrygowała” mężczyzną, a był nim jeden z najznakomitszych pianistów swojej epoki.

W latach trzydziestych Boulanger zadyrygowała Filharmonią Londyńską, potem Bostońską i Nowojorską. W kwietniu 1941 dyrygowała koncertem z udziałem Ignacego Paderewskiego na rzecz Polish Relief Fund. W czasie pobytów w Polsce w latach sześćcziesiątych także dyrygowała.
W drugiej połowie XX wieku liczba dyrygentek zaczęła wyraźnie wzrastać, ale najczęściej spotykane były w operach i orkiestrach kameralnych. Najbardziej znane: Sarah Caldwell, Sian Edwards, Simone Young. W Polsce pierwszą kobietą, która dyrygowała była Anda Kitschman. Obecnie najbardziej znane dyrygentki to: Ewa Michnik, Agnieszka Duczmal, Ewa Strusińska, a także – chociaż w tej roli od lat nie występuje – Joanna Wnuk-Nazarowa.